# Arthur Pabst
Arthur Pabst (* 8. Februar 1852 in Halle an der Saale; † 12. Februar 1896 in Grafenberg (Düsseldorf)) war ein deutscher Museumsdirektor und Kunsthistoriker.

## Leben
Pabst studierte Architektur und Kunstgeschichte und wurde zum Dr. phil. promoviert. Zunächst war er bei den Königlichen Museen zu Berlin (heute Staatliche Museen zu Berlin) tätig, ab 1877/78 als Assistent und  Direktorialassistent bei Julius Lessing am Kunstgewerbemuseum Berlin. Im Jahr 1888 wurde er Direktor des neu gegründeten Kölner Kunstgewerbemuseums und richtete dieses ein. Parallel dazu übernahm er 1888 als Direktor die Leitung des ebenfalls neu gegründeten Historischen Museums (heute Kölnisches Stadtmuseum). Beide Museen leitete er bis zu seinem krankheitsbedingten Ausscheiden 1894.
Zudem war Pabst von 1885 bis 1894 Herausgeber des im Seemann-Verlag erschienenen Kunstgewerbeblatt, einer der führenden deutschen Zeitschriften für das Kunsthandwerk. Er veröffentlichte verschiedene Privatsammlungen, wobei sein besonderes Interesse der Keramik galt.
Pabst starb 1896 in geistiger Umnachtung in der Provizial-Heilanstalt Grafenberg bei Düsseldorf.

## Familie
Arthur Pabst war der Sohn des Stadtapothekers in Halle. Er war mit Margarethe, geb. Lemonius, verheiratet. Ihr gemeinsamer Sohn war der Offizier Waldemar Pabst.

## Schriften (Auswahl)
- Die Sammlungen des Kunstgewerbe-Museums zu Berlin. Mit Abbildungen nach Zeichnungen und zwei Kupferlichtdrucken. Leipzig 1884, OCLC 252465607.
- Die Sammlung Vincent in Konstanz. 1891, OCLC 1296285005